# 奧達伊 (克拉斯尼奧克尼區)
47°30′15″N 29°25′45″E / 47.50417°N 29.42917°E
奧達伊（烏克蘭語：Одаї）是位於烏克蘭西南部的村莊，由敖德萨州波季利斯克区的奧克尼市鎮負責管轄。該村始建於1826年，面積0.9平方公里，海拔高度74米，2001年人口40，人口密度每平方公里44.44人。